# Радомишльська міська рада
Радомишльська міська́ ра́да — орган місцевого самоврядування Радомишльської міської територіальної громади Житомирської області з розміщенням в місті Радомишль.

## Склад ради

### VIII скликання
Рада складається з 26 депутатів та голови.
25 жовтня 2020 року, на чергових місцевих виборах, було обрано 26 депутатів ради, з них (за суб'єктами висування): «Європейська Солідарність» та «Наш край» по — 5, «Слуга народу» та «Опозиційна платформа — За життя» — по 3, Всеукраїнське об'єднання «Батьківщина», «Пропозиція», Всеукраїнське об'єднання «Свобода», Радикальна партія Олега Ляшка та «Сила і честь» — по 2.
Головою громади обрали позапартійного самовисуванця Володимира Тетерського, чинного Радомишльського міського голову.

### Перший склад ради громади (2017р.)
Перші вибори депутатів ради громади та Радомишльського міського голови відбулись 29 жовтня 2017 року. Було обрано 26 депутатів, серед котрих 5 представляють "Блок Петра Порошенка «Солідарність», по 4 — «Наш край» та «Опозиційний блок», по 3 депутати — Всеукраїнське об'єднання «Батьківщина» та «Народний контроль», по 2 представники — об'єднання «Самопоміч», Всеукраїнське об'єднання «Свобода» та Аграрна партія України, 1 депутат Народна партія.
Міським головою обрали самовисуванця Володимира Тетерського.

### Склад ради VI скликання
За результатами місцевих виборів 2010 року депутатами ради стали:

#### За суб'єктами висування
| Суб'єкт висування                                       | Кількість обраних депутатів | %    |
| ------------------------------------------------------- | --------------------------- | ---- |
| Політична партія Всеукраїнське об'єднання «Батьківщина» | 16                          | 44,4 |
| Партія регіонів                                         | 7                           | 19,4 |
| Політична партія «Сильна Україна»                       | 3                           | 8,3  |
| Комуністична партія України                             | 2                           | 5,6  |
| Політична партія «Фронт Змін»                           | 2                           | 5,6  |
| Соціалістична партія України                            | 2                           | 5,6  |
| Українська Народна Партія                               | 2                           | 5,6  |
| Народна партія                                          | 1                           | 2,8  |
| Українська селянська демократична партія                | 1                           | 2,8  |

#### За округами
| № округу                                                | Прізвище, ім'я, по батькові       | Дата визнання обраним | Освіта  | Партійна приналежність                        | Відомості про обраного депутата                                        |
| ------------------------------------------------------- | --------------------------------- | --------------------- | ------- | --------------------------------------------- | ---------------------------------------------------------------------- |
| Комуністична партія України                             |                                   |                       |         |                                               |                                                                        |
| б/м                                                     | Розпутенко Олександр Миколайович  | 05.11.2010            | середня | член Комуністичної партії України             | ПП «Житомир сервіс-9», директор                                        |
| б/м                                                     | Кучеренко Вадим Петрович          | 05.11.2010            | вища    | член Комуністичної партії України             | пенсіонер                                                              |
| Народна Партія                                          |                                   |                       |         |                                               |                                                                        |
| 14                                                      | Іщенко Володимир Вікторович       | 05.11.2010            | вища    | член Народної партії                          | приватне підприємство, керівник                                        |
| Партія регіонів                                         |                                   |                       |         |                                               |                                                                        |
| б/м                                                     | Дідковський Павло Борисович       | 05.11.2010            | вища    | член Партії регіонів                          | Начальник цеху ЛПК ДПЛМТ                                               |
| б/м                                                     | Лаговська Людмила Іванівна        | 05.11.2010            | вища    | член Партії регіонів                          | приватний підприємець                                                  |
| б/м                                                     | Найченко Олег Леонідович          | 05.11.2010            | вища    | член Партії регіонів                          | Радомишльської філії «Малинбуд», директор                              |
| б/м                                                     | Вейганд Яна Володимирівна         | 05.11.2010            | вища    | член Партії регіонів                          | приватний підприємець                                                  |
| 11                                                      | Капрончук Оксана Володимирівна    | 05.11.2010            | вища    | позапартійна                                  | Приватний контора, приватний нотаріус                                  |
| 12                                                      | Заяць Сергій Анатолійович         | 05.11.2010            | вища    | позапартійний                                 | приватне підприємство, керівник                                        |
| 17                                                      | Вдовенко Микола Миколайович       | 05.11.2010            | вища    | позапартійний                                 | РЕМ, заступник директора                                               |
| Політична партія Всеукраїнське об'єднання «Батьківщина» |                                   |                       |         |                                               |                                                                        |
| б/м                                                     | Кучерявенко Олександр Григорович  | 05.11.2010            | вища    | член Всеукраїнського об'єднання «Батьківщина» | приватний підприємець                                                  |
| б/м                                                     | Михайлецька Зінаїда Іванівна      | 05.11.2010            | середня | член Всеукраїнського об'єднання «Батьківщина» | ТОВ «Волжский автозавод», головний бухгалтер                           |
| б/м                                                     | Мельник Наталія Григорівна        | 05.11.2010            | вища    | позапартійна                                  | Школа № 3, заступник директора                                         |
| б/м                                                     | Цвік Геннадій Валерійович         | 05.11.2010            | вища    | член Всеукраїнського об'єднання «Батьківщина» | Гімназія № 2, вчитель                                                  |
| б/м                                                     | Легенчук Валентина Петрівна       | 05.11.2010            | вища    | член Всеукраїнського об'єднання «Батьківщина» | Гімназія № 2, вчитель                                                  |
| 1                                                       | Забігайло Василь Вікторович       | 05.11.2010            | вища    | позапартійний                                 | Верховна Рада України, помічник-консультант народного депутата України |
| 4                                                       | Лісовська Наталія Анатоліївна     | 05.11.2010            | вища    | член Всеукраїнського об'єднання «Батьківщина» | ДНЗ № 6, бухгалтер                                                     |
| 5                                                       | Огороднійчук Олександр Степанович | 05.11.2010            | вища    | позапартійний                                 | «Ексімед», генеральний директор                                        |
| 6                                                       | Григорович Микола Станіславович   | 05.11.2010            | вища    | член Всеукраїнського об'єднання «Батьківщина» | приватне підприємство, керівник                                        |
| 7                                                       | Безсудна Наталія Олександрівна    | 05.11.2010            | вища    | позапартійна                                  | Ліцей № 1, заступник директора                                         |
| 8                                                       | Олійник Юрій Михайлович           | 05.11.2010            | вища    | позапартійний                                 | «Карпатія», генеральний директор                                       |
| 9                                                       | Міхненко Зоя Андріївна            | 05.11.2010            | вища    | позапартійна                                  | Міська рада, заступник міського голови                                 |
| 10                                                      | Яковишен Василь Анатолійович      | 05.11.2010            | вища    | позапартійний                                 | Приватбанк, начальник відділення                                       |
| 13                                                      | Ярмоленко Василь Юрійович         | 05.11.2010            | вища    | позапартійний                                 | ДОСААФ, директор                                                       |
| 15                                                      | Бідюк Юрій Віталійович            | 05.11.2010            | середня | позапартійний                                 | приватне підприємство, керівник                                        |
| 18                                                      | Романовський Анатолій Миколайович | 05.11.2010            | середня | позапартійний                                 | пенсіонер                                                              |
| Політична партія «Сильна Україна»                       |                                   |                       |         |                                               |                                                                        |
| б/м                                                     | Чирка Сергій Іванович             | 05.11.2010            | вища    | член Політичної партії «Сильна Україна»       | ПАТ ПБК «Радомишль», заступник директора                               |
| б/м                                                     | Шатилович Володимир Леонідович    | 05.11.2010            | вища    | член Політичної партії «Сильна Україна»       | приватний підприємець                                                  |
| 2                                                       | Приймак Віктор Миколайович        | 05.11.2010            | вища    | член Політичної партії «Сильна Україна»       | загальноосвітня школа № 5, вчитель                                     |
| Політична партія «Фронт Змін»                           |                                   |                       |         |                                               |                                                                        |
| б/м                                                     | Ястрембович Ніна Данилівна        | 05.11.2010            | вища    | член Політичної партії «Фронт Змін»           | Радомишльська адміністрація, завідувач сектору контролю                |
| б/м                                                     | Миронюк Сергій Володимирович      | 05.11.2010            | середня | член Політичної партії «Фронт Змін»           | МКП, директор                                                          |
| Соціалістична партія України                            |                                   |                       |         |                                               |                                                                        |
| б/м                                                     | Мазуркевич Сергій Юзефович        | 05.11.2010            | вища    | член Соціалістичної партії України            | Служба безпеки «Приватбанк», провідний спеціаліст                      |
| 16                                                      | Соболевський Олег Вікторович      | 05.11.2010            | вища    | позапартійний                                 | Професійний ліцей, директор                                            |
| Українська Народна Партія                               |                                   |                       |         |                                               |                                                                        |
| б/м                                                     | Пироженко Анатолій Іванович       | 05.11.2010            | вища    | позапартійний                                 | Радомишльська міська рада, міський голова                              |
| б/м                                                     | Потійчук Олександр Антонович      | 05.11.2010            | вища    | член Української Народної Партії              | приватний підприємець                                                  |
| Українська селянська демократична партія                |                                   |                       |         |                                               |                                                                        |
| 3                                                       | Щирук Вячеслав Миколайович        | 05.11.2010            | вища    | позапартійний                                 | ДПР ЛМГ, помічниклісничого                                             |

### Керівний склад попередніх скликань
| Прізвище, ім'я, по батькові    | Основні відомості                                                                                | Суб'єкт висування | Дата обрання | Дата звільнення |
| ------------------------------ | ------------------------------------------------------------------------------------------------ | ----------------- | ------------ | --------------- |
| Пироженко Анатолій Іванович    | Міський голова, 1948 року народження, член Партії регіонів                                       |                   | 26.03.2006   | 31.10.2010      |
| Ткачук Олександр Михайлович    | Міський голова, 1949 року народження, освіта вища, член Всеукраїнського об'єднання «Батьківщина» |                   | 31.10.2010   | 25.10.2015      |
| Соболевський Олег Вікторович   | Міський голова, 1960 року народження, освіта вища, член Народної партії                          |                   | 25.10.2015   | 29.10.2017      |
| Тетерський Володимир Романович | Міський голова, 1964 року народження, освіта вища, безпартійний                                  | Самовисування     | 29.10.2017   | 25.10.2020      |
| Тетерський Володимир Романович | Міський голова, 1964 року народження, освіта вища, безпартійний                                  | Самовисування     | 25.10.2020   |                 |

Примітка: таблиця складена за даними сайту Верховної Ради України

## Історія
До 2017 року — адміністративно-територіальна одиниця в Радомишльському районі Житомирської області з територією 64,68 км² та населенням 15 536 осіб (станом на 2001 рік). Міській раді підпорядковувались населені пункти: м. Радомишль та с. Глухів Перший.